# ۲۰۵۰ (میلادی)
۲۰۵۰ (میلادی) ۲۰۵۰مین سال تقویم میلادی است.

## رویدادهای پیش‌بینی‌شده و برنامه‌ریزی‌شده
- رواج لقاح خارج رحم بجای بارداری طبیعی [۱]